# 2023 en diplomatie
Cet article présente les faits marquants de l'année 2023 en diplomatie.

## Décès

### Janvier
- 1er janvier : Zhu Zushou, Diplomate chinois.

### Mars
- 17 mars : Jorge Edwards, Écrivain, critique littéraire, journaliste et diplomate chilien naturalisé espagnol.
- 26 mars : Karl-Josef Rauber, Cardinal catholique et diplomate allemand.

### Avril
- 13 avril : Hocine Djoudi, Juriste et diplomate algérien.
- 14 avril : Abel Posse, Écrivain, diplomate et journaliste argentin.

### Mai
- 2 mai : Jean-Bernard Mérimée, Diplomate français, ambassadeur de France.
- 6 mai : Gary Prado Salmón, Homme politique et diplomate bolivien.
- 13 mai : Jürgen Trumpf, Diplomate, homme politique et philologue allemand.
- 18 mai : Denis Worrall, Diplomate, homme d'affaires et homme politique sud-africain.

### Juin
- 10 juin : Hassana Alidou, Pédagogue et diplomate nigérienne.
- 24 juin : Alain Pierret, Diplomate français.

### Juillet
- 9 juillet : Michel Dupuy, Homme politique, diplomate et journaliste canadien.
- 23 juillet : Peter Hartmann, Diplomate allemand.

### Septembre
- 9 septembre : Amara Camara, Diplomate guinéen.
- 30 septembre : Youssouf Bakayoko, Diplomate et ambassadeur ivoirien.

### Octobre
- 1er octobre : 1er octobre, Diplomate nord-coréen.
- 8 octobre : Bertrand Fessard de Foucault, Journaliste et diplomate français.

### Novembre
- 2 novembre : Henri Lopes, Écrivain, homme politique et diplomate congolais.
- 9 novembre : François Bacqué, Archevêque catholique français, diplomate du Saint-Siège.
- 25 novembre : Layachi Yaker, Diplomate et homme politique algérien.
- 26 novembre : Samuel Insanally, Diplomate et homme politique guyanien.
- 27 novembre : Ibrahim Oweiss, Économiste, professeur d'économie et diplomate égyptien.
- 29 novembre : Henry Kissinger, Diplomate et politologue américain.
- 30 novembre : Vassílis Vassilikós, Journaliste, diplomate et homme politique grec.

### Décembre
- 29 décembre : Mosese Tikoitoga, Militaire et diplomate fidjien.